# Diagnóstico
Diagnóstico, em medicina, é o processo analítico de que se vale o especialista ao exame de uma doença ou de um quadro clínico, para chegar a uma conclusão. É também o nome dado à conclusão em si mesma.
Em medicina, diagnóstico é a parte da consulta médica, ou do atendimento médico, voltada à identificação de uma eventual doença. Um conjunto de dados, formado a partir de sinais e sintomas, histórico clínico, exame físico e de exames complementares (laboratoriais, etc.), é analisado pelo profissional de saúde e sintetizado em uma ou mais doenças. A partir dessa síntese, é feito o planejamento para a eventual intervenção (o tratamento) e/ou uma previsão da evolução (prognóstico), baseados no quadro apresentado.
Classicamente, a base do diagnóstico médico é a consulta médica, mas existe um grande e crescente número de técnicas complementares de diagnóstico.
A comunidade científica tem como filosofia aceitar os instrumentos de diagnóstico que foram validados pelo método científico. Métodos não validados tendem a ser agrupados no conjunto das chamadas "terapias alternativas". A origem histórica e a filosofia intrínseca de muitos métodos de terapia, como o yoga, a homeopatia e a acupuntura, dificultam a utilização do método científico em sua análise, o que cria resistência a seu uso em muitos meios. Muitas aquisições recentes da tecnologia também ainda não foram validadas e em especial não foram demonstradas como superiores aos métodos existentes, o que também dificulta a aceitação geral.